# マイケル・フリードマン
マイケル・ハートレー・フリードマン（Michael Hartley Freedman、1951年4月21日 - ）はアメリカ合衆国の数学者。主に合衆国西部のカリフォルニア州と東部のニュージャージー州プリンストンにおいて活動。
トポロジー（位相幾何学）における難問とされるポアンカレ予想が四次元において成立することを証明したことで知られており、1986年にフィールズ賞を授与された。
現在はマイクロソフト社の研究機関マイクロソフトリサーチに所属し、量子コンピュータの開発に携わる。

## 経歴
マイケル・フリードマンは1951年にロサンゼルスに生まれ、1968年に17歳でカリフォルニア大学バークレー校に入学するも、1年後にプリンストン大学に移る。ウィリアム・ブロウダー(William Browder)の指導の下、『余次元2の手術』(Codimension-Two Surgery)と題するトポロジーに関する論文を書き、1973年に22歳で博士号を授与される。
その後、1975年までの2年間はカリフォルニア大学バークレー校で講師を務め、プリンストン高等研究所への1年間の赴任を経て、1976年にはカリフォルニア大学サンディエゴ校で助教授となり、後に教授へと昇進した。
1998年にはマイクロソフト本社のあるワシントン州レドモンドに赴き、マイクロソフトリサーチの理論研究チームの一員となった。現在はカリフォルニア大学サンタバーバラ校に設置されたマイクロソフトリサーチ傘下の数学、物理学、計算機科学の研究機関Microsoft Station Qに所属している。 

## 授賞
フリードマンは1982年に数学誌《微分幾何学ジャーナル》(Journal of Differential Geometry)に『四次元多様体のトポロジー』(The topology of four-dimensional manifolds)と題する論文を発表し、四次元におけるポアンカレ予想の証明を実現。単連結な４次元閉位相多様体の完全な分類を与えた。これにより1986年にフィールズ賞とヴェブレン賞、1987年にはロナルド・レーガン大統領よりアメリカ国家科学賞を授与された。
彼はこれらの他にも1984年に天才賞(Genius Award)とも呼ばれるマッカーサー・フェローズ・プログラム(MacArthur Fellows Program)に名を残し、また全米科学アカデミーとアメリカ芸術科学アカデミーの会員にも選出された。